# IV. třída okresu Domažlice
IV. třída okresu Domažlice tvoří společně s ostatními skupinami čtvrté třídy nejnižší (desátou nejvyšší) fotbalovou soutěž v České republice. Je řízena Okresním fotbalovým svazem Domažlice. Hraje se každý rok od léta do jara se zimní přestávkou. V sezoně 2023/2024 tato soutěž zanikla důvodem propojení se III. třídou.

## Vítězové

### IV. třída okresu Domažlice
| Ročník  | Vítězný tým                           |
| ------- | ------------------------------------- |
| 2004/05 | Start Bělá nad Radbuzou B             |
| 2005/06 | 1.FC Horšovský Týn                    |
| 2006/07 | Start Bělá nad Radbuzou B             |
| 2007/08 | TJ Sokol Mrákov B                     |
| 2008/09 | TJ Dynamo Bukovec                     |
| 2009/10 | TJ Start Tlumačov B                   |
| 2010/11 | TJ Sokol Pocinovice                   |
| 2011/12 | Hraničář Česká Kubice                 |
| 2012/13 | Tatran Chodov B                       |
| 2013/14 | TJ ZD Meclov B                        |
| 2014/15 | SK Poběžovice B                       |
| 2015/16 | TJ Sokol Srby                         |
| 2016/17 | SK Kdyně 1920 B                       |
| 2017/18 | TJ Sokol Zahořany                     |
| 2018/19 | FK Chodská Lhota                      |
| 2019/20 | Zrušeno z důvodu pandemie koronaviru. |
| 2020/21 | Zrušeno z důvodu pandemie koronaviru. |
| 2021/22 | SK Luženice                           |
| 2022/23 | TJ Sokol Babylon                      |